# Lepraria celata
Lepraria celata är en lavart som beskrevs av Zdeňka Slavíková. Lepraria celata ingår i släktet Lepraria, och familjen Stereocaulaceae. Arten är reproducerande i Sverige.